# مارسيلو كاريرا
مارسيلو كاريرا (بالإسبانية: Marcelo Carrera)‏ (1 أكتوبر 1962 في الأرجنتين - ) هو مدرب كرة قدم ولاعب كرة قدم أرجنتيني في مركز الهجوم. لعب مع إنديبندينتي وكولومبوس كرو وتاليريس كوردوبا وNew York Centaurs ‏ وتامبا باي راوديز وFort Lauderdale Strikers (1988–1994) ‏ وClub El Porvenir ‏ وBuffalo Blizzard ‏ وCanton Invaders ‏ وشيكاغو باور ‏ وCleveland Crunch ‏ وNew York Express ‏ وSt. Louis Ambush (1992–2000) ‏ وDallas Sidekicks (1984–2004) ‏.

## وصلات خارجية
- مارسيلو كاريرا على موقع الدوري الأمريكي (الإنجليزية)
- مارسيلو كاريرا على موقع قاعدة بيانات كرة القدم.إي يو (الإنجليزية)